# Ford Fairmont
Ford Fairmont bezeichnete ein in den USA von 1978 bis 1983 angebotenes Mittelklassemodell der Ford Motor Company. Der Fairmont war ein wichtiges Auto für den Ford-Konzern. Er war der erste Ford, der auf der neu entwickelten Fox-Plattform basierte, und er stellte das Grundmodell einer ganzen Modellfamilie dar, die mehr als ein Jahrzehnt lang das Angebot aller Konzernmarken prägte. Eine besondere Version war der in einzelnen Jahren angebotene Fairmont Futura.

## Entstehungsgeschichte
Die Entwicklung des Fairmont fiel in eine Zeit des Umbruchs in der Autoindustrie. Auslöser war die Ölpreiskrise des Jahres 1973, die die Kosten für Treibstoffe und damit auch die Nachfrage nach kompakten, verbrauchsgünstigen Autos erheblich steigen ließ. 
In den 1960er-Jahren hatte Ford in der Kompaktklasse den Falcon angeboten, der eines der erfolgreichsten amerikanischen Autos seines Jahrzehnts war. Unterhalb des Falcon rangierte der 1969 eingeführte kompakte Maverick. Nach ursprünglichen Planungen sollte der Maverick Mitte der 1970er-Jahre durch den Granada abgelöst werden, dessen Entwicklung 1971 begann und der geringfügig größer ausfallen sollte als der Maverick. Als Folge der Ölpreiskrise blieb die Nachfrage nach dem Maverick allerdings auf unverändert hohem Niveau, sodass Ford ihn über das Jahr 1974 hinaus im Programm hielt und den Granada zusätzlich – nunmehr in einem höherwertige Marktsegment – in die Modellpalette aufnahm. Die Ablösung des Maverick wurde auf das Modelljahr 1978 verschoben. Sein Nachfolger wurde der Fairmont, der auf der völlig neu entwickelten Fox-Plattform basierte und zum Grundmodell für eine ganze Reihe von Ableitungen wurde, die bis in die 1980er-Jahre hinein das Ford-Programm prägten. Bei Fords Schwestermarke Mercury stand ein weitgehend baugleiches Modell unter der Bezeichnung Zephyr im Programm; bei Lincoln gab es hingegen kein dem Fairmont unmittelbar entsprechendes Auto.
Mit Ablauf des Modelljahrs 1983 wurde der Fairmont zugunsten des Ford Tempo mit Frontantrieb eingestellt. Bis dahin hatte Ford insgesamt rund 1,6 Millionen vom Fairmont verkauft.
Ein am 15. November 1977 gebautes Fairmont Futura Coupé war das hundertmillionste Auto der Ford Motor Company.

## Modellbeschreibung

### Karosserie
Angeboten wurden eine zwei- und eine viertürige Limousine sowie ein fünftüriger Kombi; später kam ein teilweise eigenständig gestaltetes Coupé hinzu, das als Fairmont Futura verkauft wurde. Der Ford Fairmont hatte rechts des Lenkrads die Lenkradschaltung für die Automatik und links zwei Lenkstockschalter, wobei der näher am Lenkrad angebrachte den Fahrtrichtungsanzeiger und durch Drücken in den Lenkstock die Hupe bediente.
Mit dem Modelljahr 1982 entfielen alle Kombiversionen des Fairmont (einschließlich des Futura). Die Kombis wurden danach stattdessen ausschließlich in der (technisch übereinstimmenden) Granada-Reihe verkauft. 

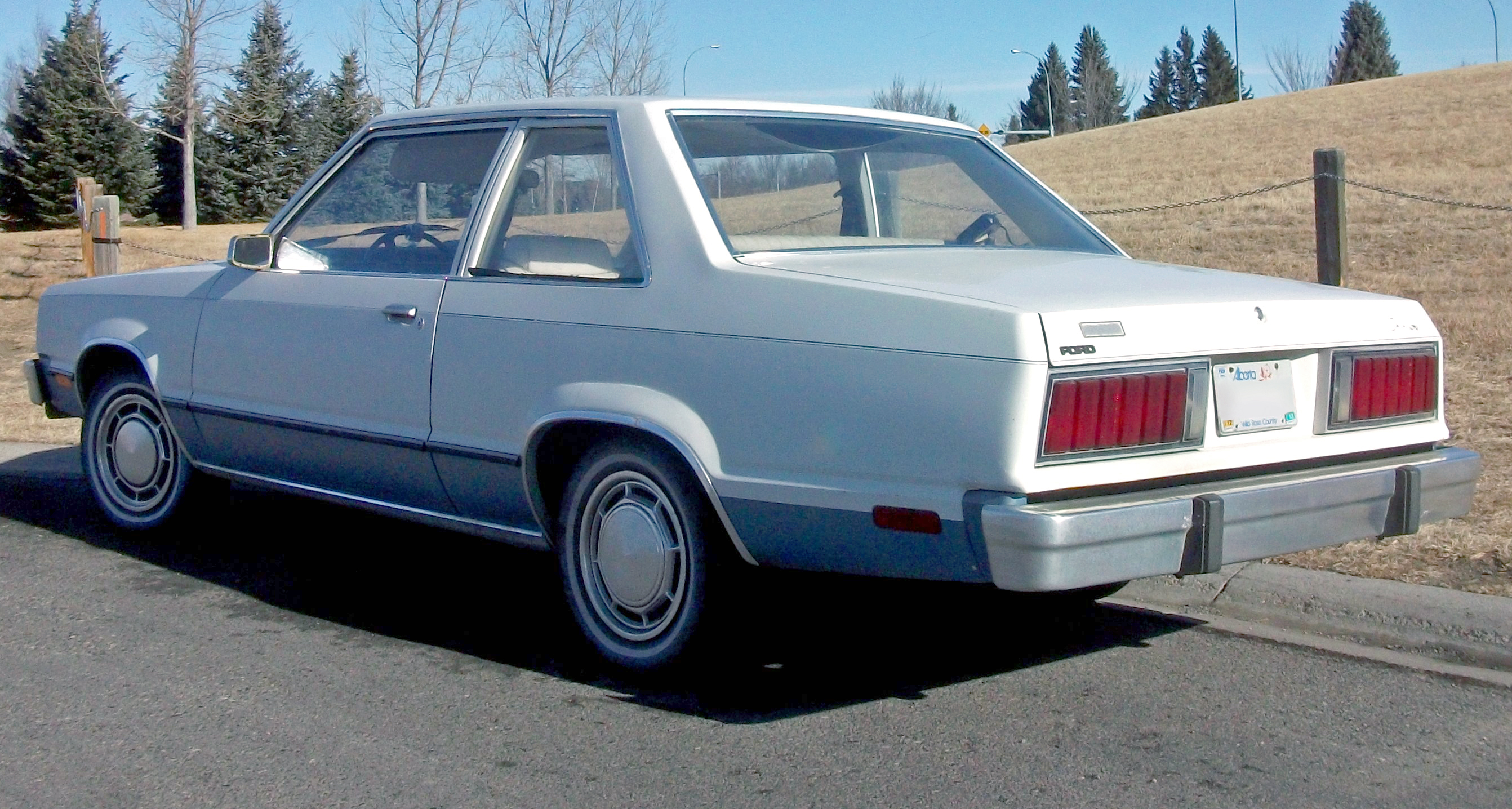
Fairmont 2 Door Sedan
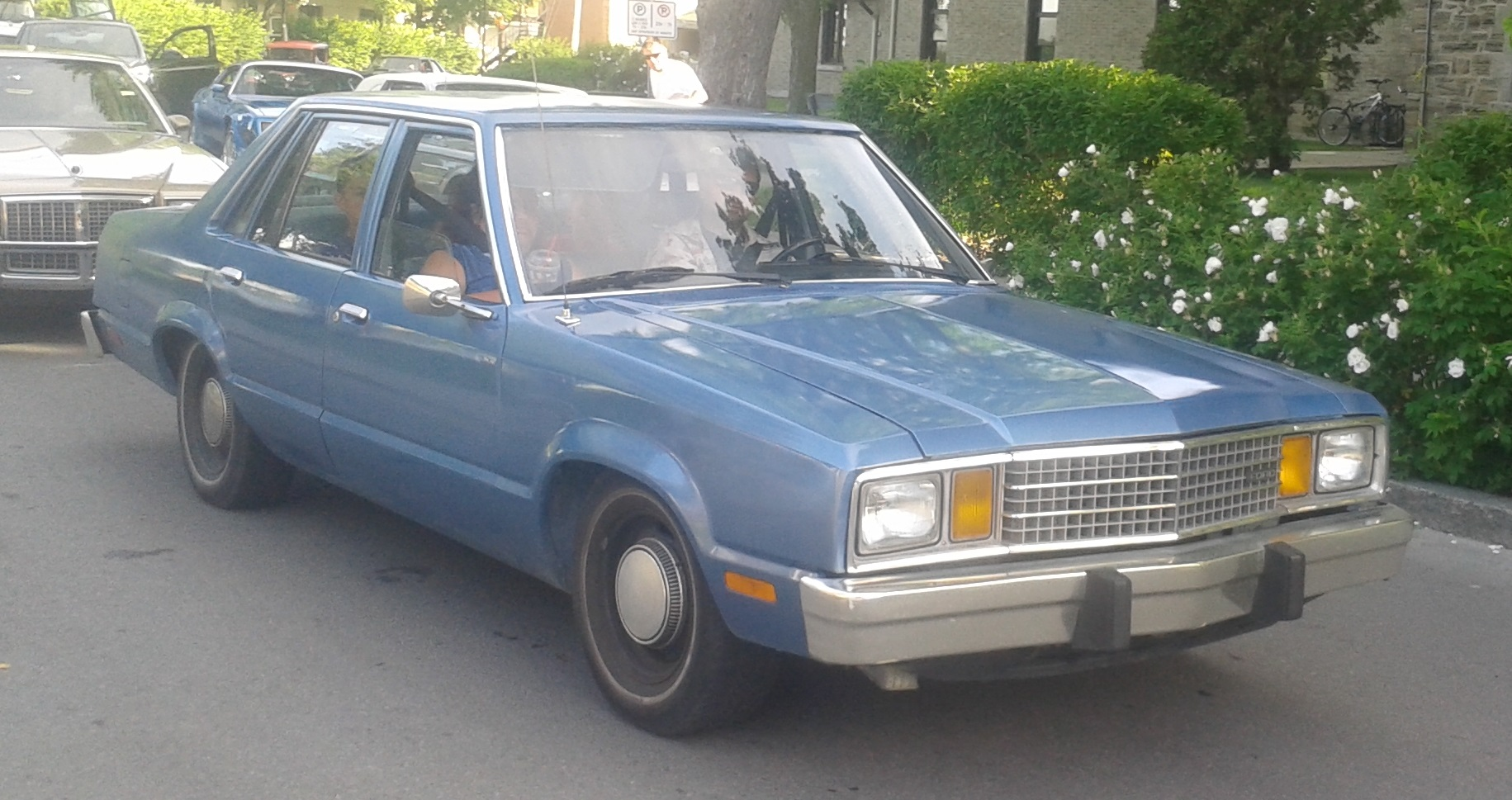
Ford Fairmont 4 Door Sedan
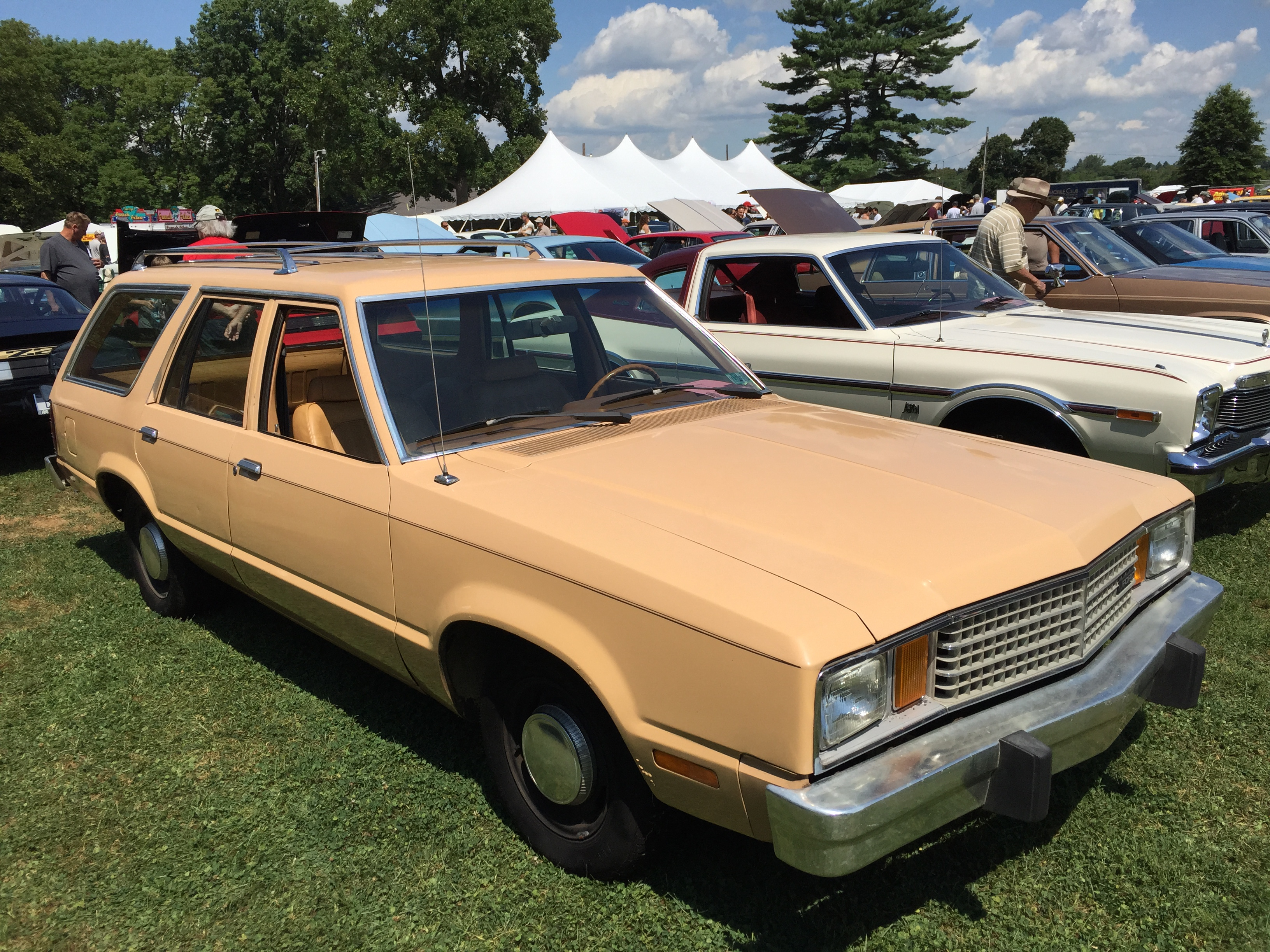
Fairmont Station Wagon (1979)

### Antriebstechnik
Den Antrieb übernahmen nach Wahl ein 2,3-Liter-Vierzylinder mit 65 kW (89 PS), ein 3,3-Liter-Reihensechszylinder mit 63 kW (86 PS) oder ein 4942 cm³ großer und 104 kW (141 PS) starker V8. Geschaltet wurde über ein manuelles Drei- oder Vierganggetriebe oder eine Dreigangautomatik. Ab 1979 gab es auf Wunsch auch ein Vierganggetriebe mit Overdrive. Zum Modelljahr 1980 wurde der 4,9-Liter-Motor durch einen 4,2-Liter-V-8 ersetzt (89 kW/121 PS). Ab 1982 war der Achtzylindermotor nicht mehr regulär erhältlich; er blieb speziellen Polizei- und Taxi-Versionen des Fairmont vorbehalten.

### Ausstattungsvarianten
Zum Grundmodell kam etwas später im Modelljahr eine ES-Ausführung („Euro Sport“) mit mattschwarzem Kühlergrill und Zierteilen hinzu. Mit dem Modelljahr 1982 entfiel der ES; sämtliche Fairmont-Varianten trugen nun die Zusatzbezeichnung Futura.

## Ford Fairmont Futura
Ende Dezember 1977 ergänzte Ford die Fairmont-Reihe um ein zweitüriges Coupé mit der Bezeichnung Fairmont Futurs, dessen Dachlinie sich von der des zweitürigen Sedan unterscheidet. Der Futura hat eine breite, stark geneigte B-Säule mit anschließendem Seitenfenster und schmaler C-Säule. Die Form griff einen Entwurf auf, den Fords Designstudio 1976 für einen potentiellen Thunderbird auf Fairmont-Basis entwickelt hatte. Der Futura erhielt außerdem die Frontmaske des Mercury Zephyr, zu der rechteckige Doppelscheinwerfer gehörten; außerdem wurde der Heckabschluss mit stark geneigten Rückleuten neu gestaltet.
Ab 1980 kam eine Futura-Variante der Limousine, ab 1981 auch eine für das Kombimodell ins Programm, jeweils mit der Doppelscheinwerfer-Frontpartie des Coupé versehen. Die Heckpartien der vier- und fünftürigen Futuras entsprachen denen der regulären Fairmonts. Mit dem Modelljahr 1982 entfielen der ES und die Kombi-Versionen, sämtliche Fairmont-Varianten trugen nun die Zusatzbezeichnung Futura und verfügten über Doppelscheinwerfer.

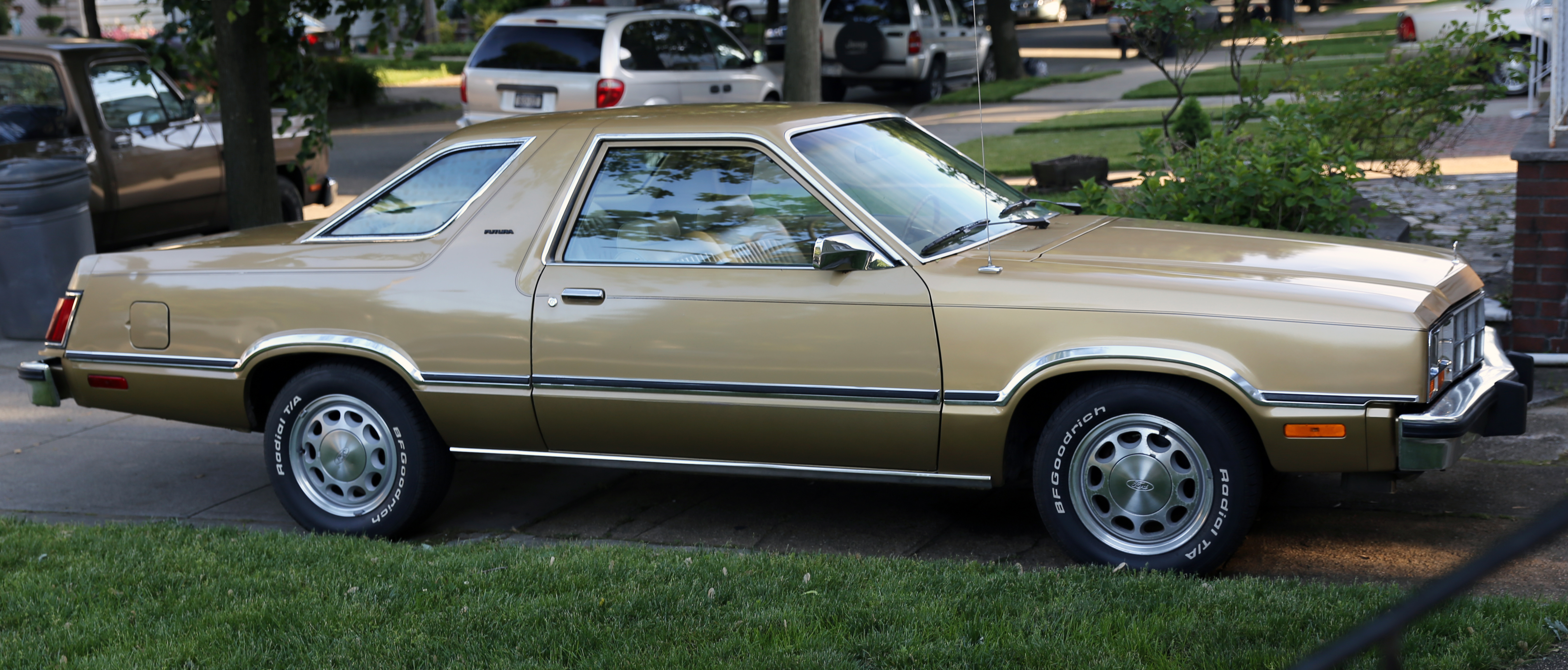
Fairmont Futura Coupé (1980)
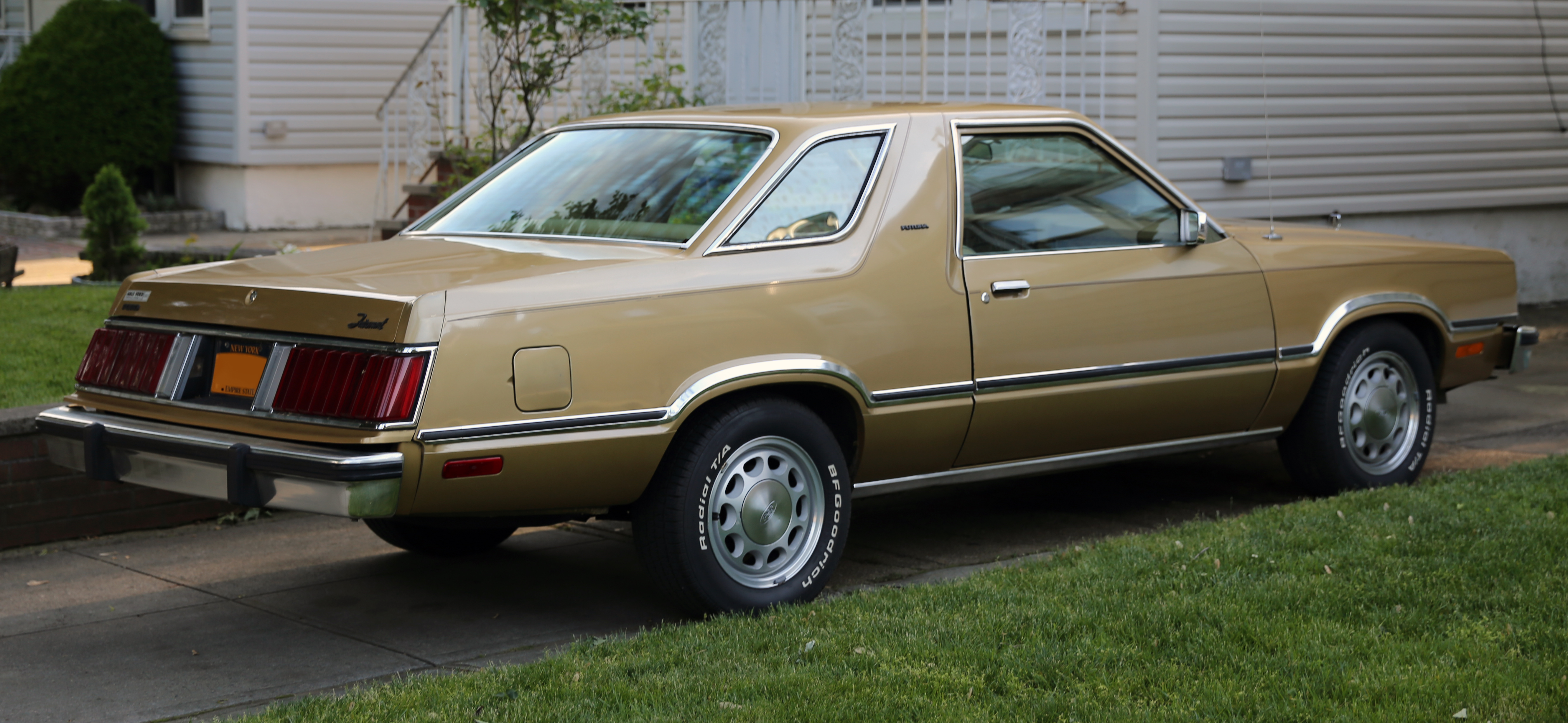
Fairmont Futura Coupé (1980)
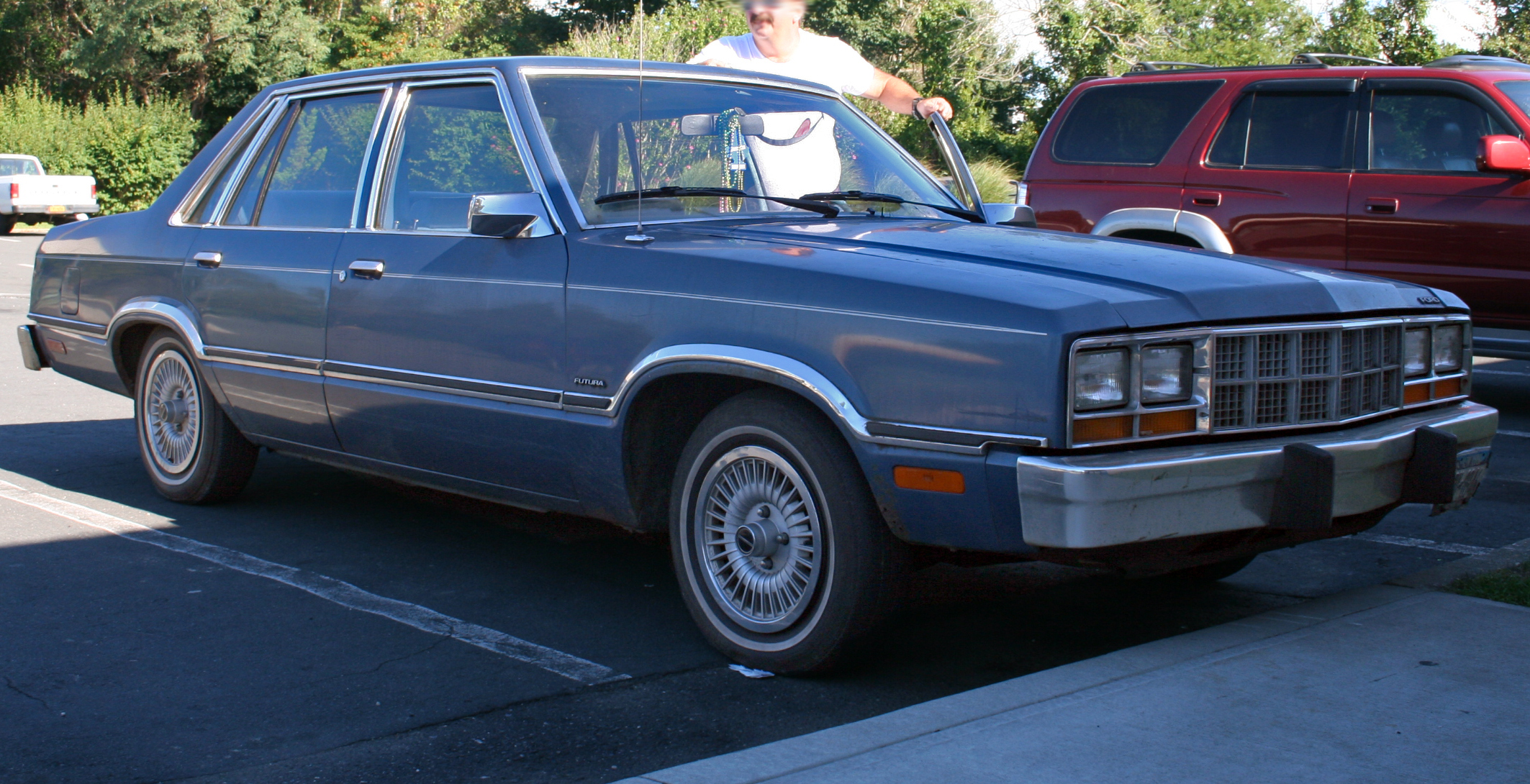
Fairmont Futura Sedan
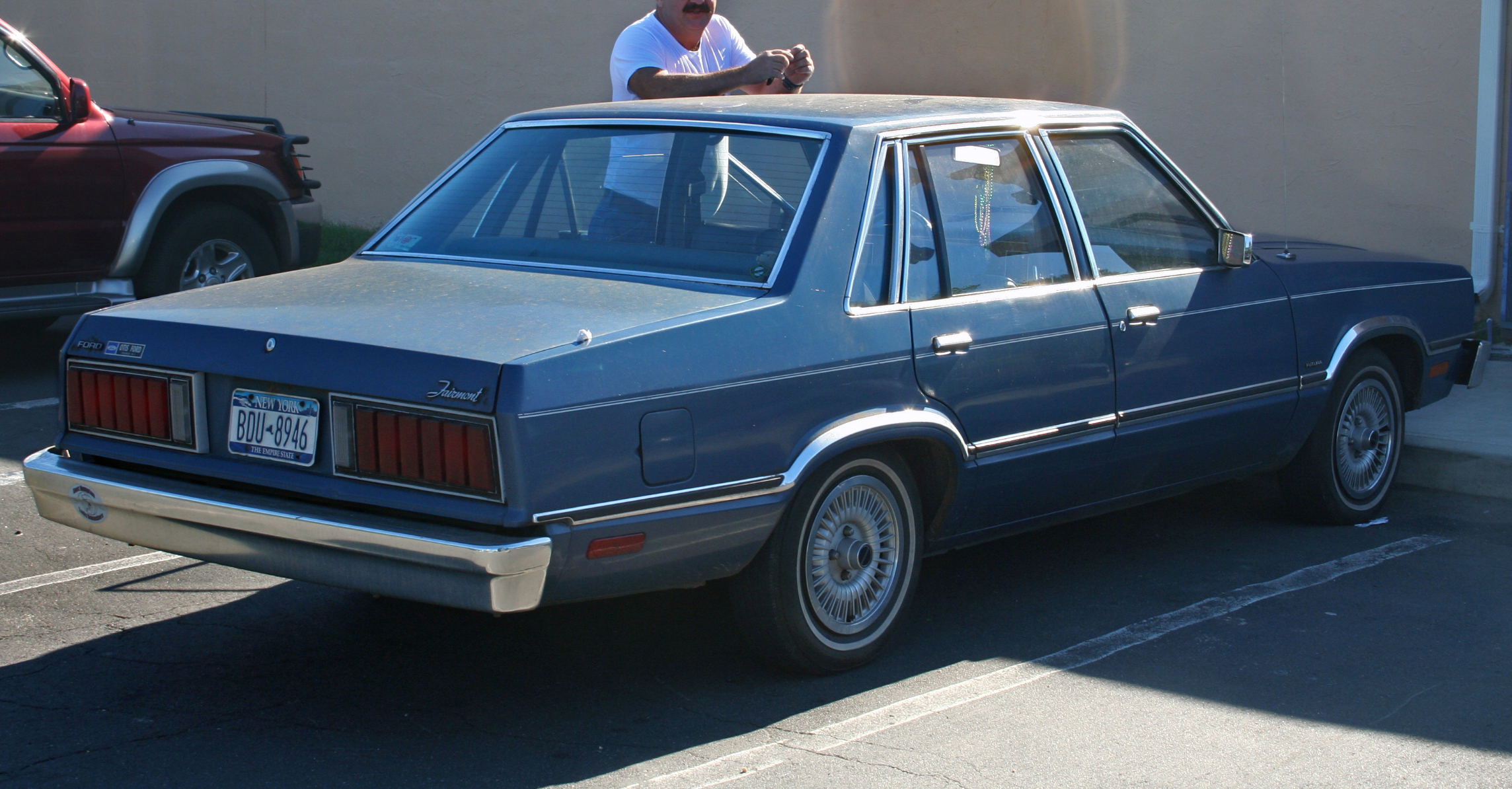
Fairmont Futura Sedan
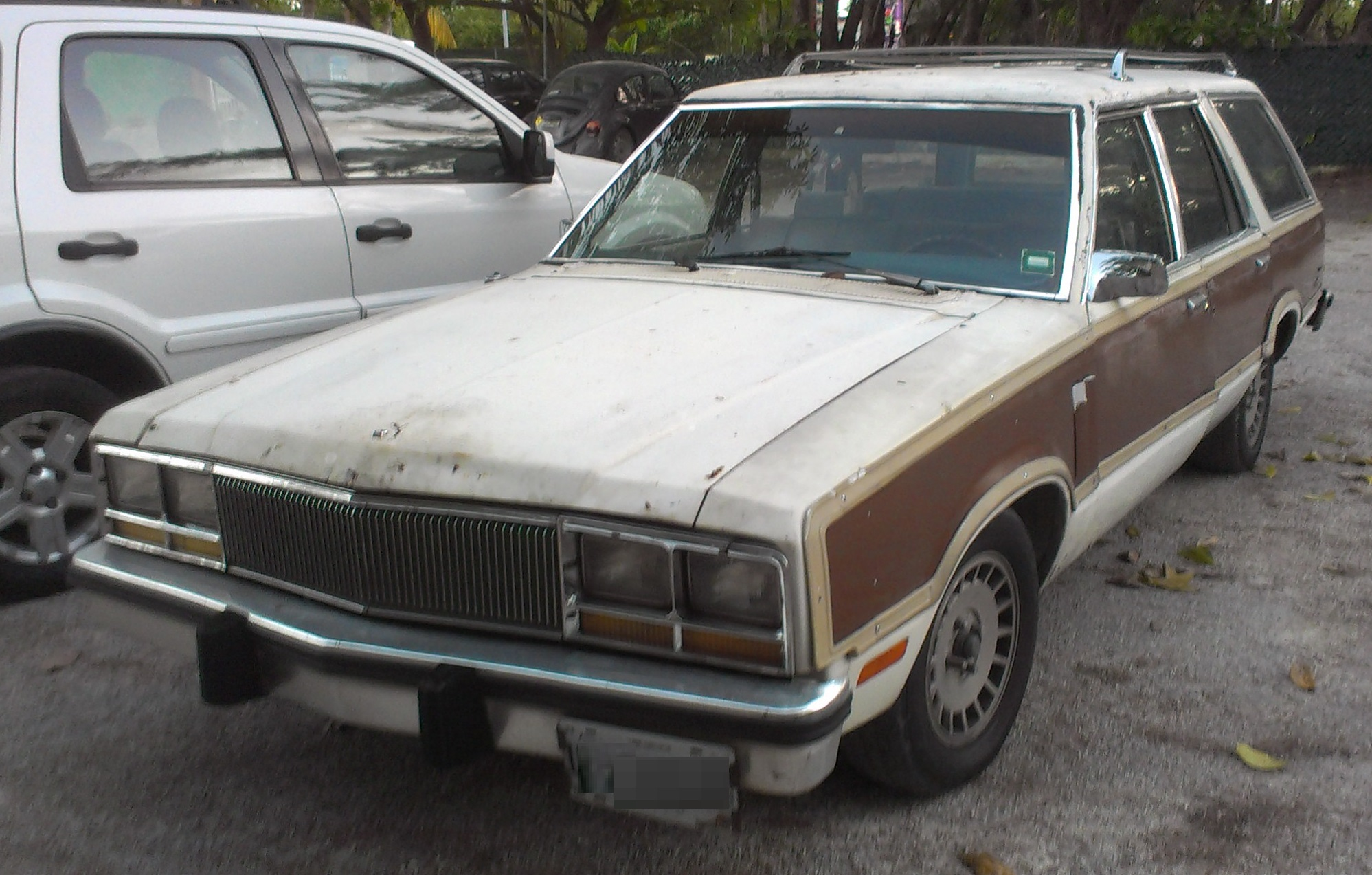
Fairmont Futura Wagon

## Varianten des Fairmont

### Ford Granada (zweite Serie)

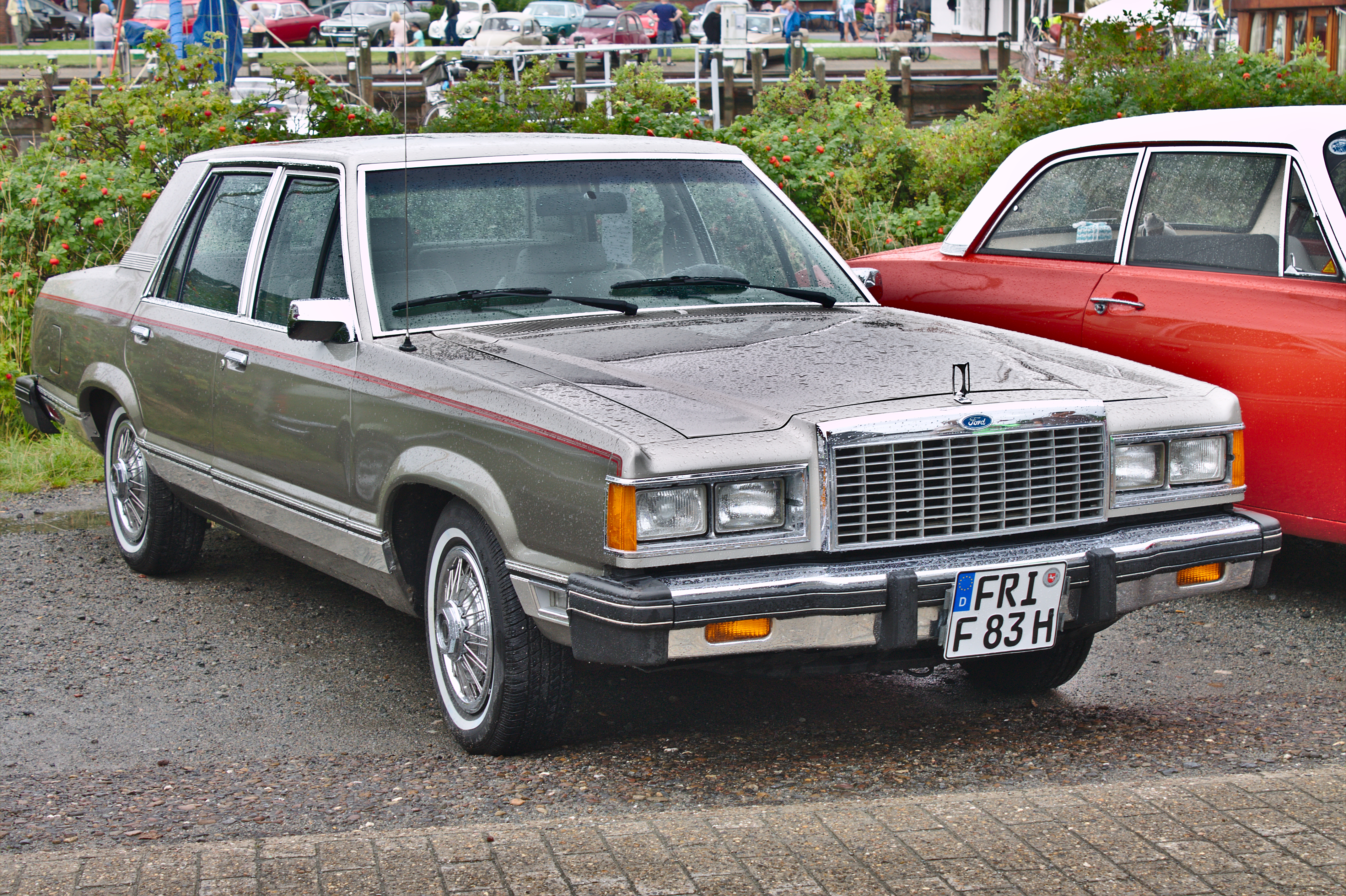
Ford Granada (1982)

Eine weitgehend baugleiche, aber höherwertig ausgestattete und stark dekorierte Version des Fairmont verkaufte Ford in den Modelljahren 1981 und 1982 als Ford Granada. Dieser Granada der zweiten Generation teilte sich mit dem Fairmont die Rohkarosserie, außerdem einige Blechteile wie die Türen und die gesamte Antriebstechnik. Allerdings waren die Front- und Heckpartie im Stil des größeren LTD gestaltet. Diese Granada-Generation ersetzte sowohl die erste Granada-Reihe als auch den veralteten Ford LTD II. Das Auto war ein wirtschaftlicher Misserfolg. Ford baute in zwei Jahren insgesamt nur etwa 240.000 Granadas der zweiten Serie. Danach wurde das Modell durch den ebenfalls vom Fairmont abgeleiteten, aber neu gestalteten Intermediate-LTD ersetzt.

### Ford Durango

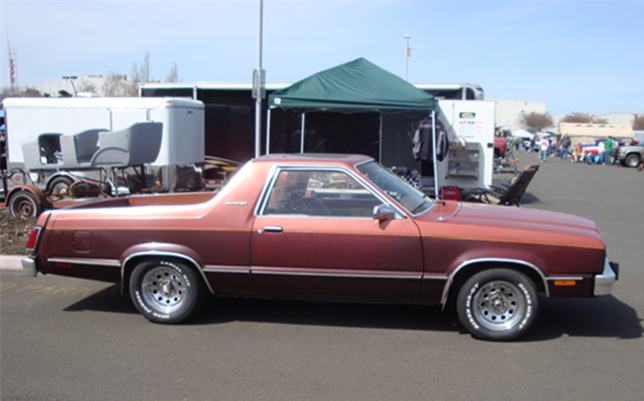
Ford Durango

Auf der Basis des Fairmont baute das in Los Angeles ansässige Unternehmen National Coach Works eine zweitürige Pick-up-Version unter der Bezeichnung Ford Durango, die in der Tradition des bisherigen Ford Ranchero stand. Das Auto entstand im Auftrag Fords und wurde über die nordamerikanischen Markenhändler vertrieben, gilt ungeachtet dessen aber nicht als eigenständiges Ford-Modell. Von 1979 bis 1982 entstanden insgesamt ungefähr 200 Durangos.